# Hiratsuka
Hiratsuka (japanska: 平塚市?, Hiratsuka-shi) är en stad i Kanagawa prefektur i Japan. Staden fick stadsrättigheter 1932 och 
har sedan 2001
status som speciell stad
(japanska: 特例市?, Tokureishi) enligt lagen om lokalt självstyre.
Biltillverkaren Nissan har en fabrik (Shonan-fabriken) i staden som 2016 tillverkade sex olika Nissan-modeller, däribland några varianter av Nissan Patrol.